# نجلاء الخمري
نجلاء الخمري (5 سبتمبر 1986  -)، ممثلة سورية.

## عن حياتها
بدأت تخطو خطوات مدروسة وواضحة في طريق الفن والنجومية. وتحلم به منذ نعومة إظفارها وفتاة عفوية ومرحة وتعرف ماذا تريد وتخلص لمن يخلص لها ويبادلها الحب والإحسان، خريجة المعهد العالي للفنون المسرحية عام 2008 وتحلم بان تضع بصمة خاصة في أعمالها الفنية وفي خريطة الدراما والسينما السورية والعربية. تزوجت بعام 2012 من الممثل شادي مقرش.

## أعمالها

### مسلسلات
- زمن البرغوت 2 (2012)
- صبايا 3 (2011)
- اهل الغرام 3 (2017)
- يوميات مدير عام 2 (2011)
- سوق الورق (2011)
- طالع الفضة (2011)
- ملح الحياة (2011)
- الغفران (2011)
- السراب (2011)
- لوحات في الجزء الثامن من مسلسل «بقعة ضوء» وأيضا من مسلسل «كشف الاقنعة» (2011)
- الهروب (2010)
- باب الحارة (2010) الجزء الخامس
- تقاطع خطر (2010)
- الصندوق الأسود (2010)
- وراء الشمس (2010)
- أنا القدس (2010)
- بعد السقوط (2010)
- تحت المداس (2009)
- موعود (2009)
- قلبي معكم (2009)
- الدوامة (2009)
- زهرة النرجس (2008)
- أرواح عارية 2012

### الأفلام
- حراس الصمت.

## روابط خارجية
- نجلاء الخمري على موقع قاعدة بيانات الأفلام العربية